# Altus Air Force Base
Altus Air Force Base (IATA-code: LTS, ICAO-code: KLTS) is een vliegbasis van de United States Air Force bij Altus in de Amerikaanse staat Oklahoma.
De Host Unit op Altus AFB is de 97th Air Mobility Wing (97 AMW), toegewezen aan de Nineteenth Air Force (19 AF) van het Air Education and Training Command (AETC). De missie van de Wing is om C-17 Globemaster III, KC-135 Stratotanker en KC-46 Pegasus formele initiële en geavanceerde speciale trainingsprogramma's te bieden voor maximaal 3.000 cockpitbemanningen en studenten vliegtuigonderhoud per jaar.
Altus AFB werd in 1943 opgericht als Altus Army Airfield (AAF).